# Recuva
Recuva è un software freeware di recupero dati, sviluppato da Piriform per i sistemi operativi Microsoft Windows 2000, XP, server 2003, Vista, 7 e successivi (Windows 98 non è più supportato dalla versione 1.31.437 del programma). È in grado di recuperare i file cancellati e contrassegnati dal sistema come "spazio libero", ma anche da hard disk formattati o danneggiati. L'applicazione può anche essere utilizzata per recuperare file eliminati da unità flash o USB, schede di memoria e lettori MP3. Ha anche una funzione di cancellazione sicura di file.
Opera sui file system FAT e NTFS; recupera la struttura delle cartelle e rinomina automaticamente i file quando si tenta di recuperare due file con lo stesso nome.